# 神馬木村
神馬木村（こうめきむら）は、大分県北海部郡にあった村。現在の大分市の一部にあたる。

## 地理
佐賀関半島の付根、樅木山脈の北側に位置していた。
- 海洋：別府湾[3]
- 河川：小猫川[4]

## 歴史
- 1889年（明治22年）4月1日、町村制の施行により、北海部神崎村、馬場村、木佐江村が合併して村制施行し、神馬木村が発足[1][2]。旧村名を継承した神崎、馬場、木佐江の3大字を編成[2]。
- 1907年（明治40年）7月1日、北海部郡大志生木村と合併し神崎村を新設して廃止された[1][2]。

### 地名の由来
合併村名の頭文字を組み合わせたもの。

## 産業
- 農業、漁業、工業、商業[5]